# Liste der Baudenkmale in Groß Kiesow
In der Liste der Baudenkmale in Groß Kiesow sind alle denkmalgeschützten Bauten der Gemeinde Groß Kiesow (Mecklenburg-Vorpommern) und ihrer Ortsteile aufgelistet. Grundlage ist die Veröffentlichung der Denkmalliste des Landkreises Ostvorpommern mit dem Stand vom 30. Dezember 1996.

## Baudenkmale nach Ortsteilen

### Groß Kiesow
| ID | Lage             | Bezeichnung              | Beschreibung | Bild                     |
| -- | ---------------- | ------------------------ | --- | ------------------------ |
|    | Kirchhof (Karte) | Friedhofsportal          | Spätgotischer Backsteinbau mit Feldsteinsockel und segmentbogiger Durchfahrt und Pforte | Friedhofsportal          |
|    | Kirchhof (Karte) | Kirche                   | Frühgotischer Feldstein- und Backsteinbau mit eingezogenen Chor (13. Jh.) mit Kreuzgewölbe, späterem 2-jochigem, einschiffigem, flachgedecktem Langhaus und Turm auf Granitsockel; Fachwerkobergeschoss nach Brand (19. Jh.) aus Stein. | Kirche                   |
|    | Kirchplatz       | Kriegerdenkmal 1914/1918 | Feldstein | Kriegerdenkmal 1914/1918 |
|    | Kirchplatz       | Pfarrhaus                | 1-gesch. ausgemauerter Fachwerkbau mit Krüppelwalmdach | Pfarrhaus                |

### Dambeck
| ID | Lage                  | Bezeichnung                                                              | Beschreibung                                    | Bild                                                                     |
| -- | --------------------- | ------------------------------------------------------------------------ | ----------------------------------------------- | ------------------------------------------------------------------------ |
|    | Dorfstraße 37 (Karte) | ehem. Schule (Wohnhaus)                                                  |                                                 |                                                                          |
|    | Wald-Friedhof         | Erbbegräbnis von Buggenhagen (in der Abgrenzung des heutigen Friedhofes) | Feldstein- und Backsteinbau für von Buggenhagen | Erbbegräbnis von Buggenhagen (in der Abgrenzung des heutigen Friedhofes) |
|    | Gutshof (Karte)       | Gutsanlage mit Gutshaus und Scheune                                      | Breiter Putzbau mit Veranda                     | Gutsanlage mit Gutshaus und Scheune                                      |

### Klein Kiesow
| ID       | Lage                  | Bezeichnung                                              | Beschreibung | Bild           |
| -------- | --------------------- | -------------------------------------------------------- | --- | -------------- |
|          | Dorfstraße 17 (Karte) | Wohnhaus                                                 | |                |
| Wikidata | Dorfstraße 21 (Karte) | Wohnhaus                                                 | | Weitere Bilder |
| Wikidata | Gutshof (Karte)       | Gutsanlage mit Gutshaus, 2 Speicher und Feldsteinscheune | Barocker, 1-geschossiger, 12-achsiger, unsanierter Putzbau vom 18. Jh. mit Krüppelwalmdach und 2-geschossiger, 5-achsiger Zwerchgiebel, Wirtschaftsgebäude als Feldstein-, Putz- und Backsteinbauten; Gut der Familien von Wakenitz (1434–16. Jh.), Laug’s Erben (19. Jh.), Hans Reinhardt und Dr. Lotz | Weitere Bilder |

### Krebsow
| ID | Lage                           | Bezeichnung | Beschreibung | Bild |
| -- | ------------------------------ | --- | --- | --- |
|    | Hauptstraße 26,Gutshof (Karte) | Gutsanlage mit Gutshaus, Park, Brennerei, Stallscheune, Stall, Stallruine, Fachwerkstall, Teich vor dem Gutshaus, gepflasterter Zufahrt mit Rondell und Stallspeicher an der Dorfstraße | Gut der Familie Laug (ab 18. Jh.), um 1900 Königliche Klosterkammer Hannover, 1930 aufgesiedelt; Gutshaus 2-gesch., 11-achs. Putzbau von um 1900 mit Zwerchgiebel und Satteldach, heute Pension; Wirtschaftsgebäude-Stallspeicher von 1829 überwiegend aus behauenen Abrisssteinen vom Wolgaster Schloss | Gutsanlage mit Gutshaus, Park, Brennerei, Stallscheune, Stall, Stallruine, Fachwerkstall, Teich vor dem Gutshaus, gepflasterter Zufahrt mit Rondell und Stallspeicher an der Dorfstraße |
|    |                                | Spritzenhaus | | |

### Sanz
| ID | Lage           | Bezeichnung  | Beschreibung | Bild |
| -- | -------------- | ------------ | ------------ | ---- |
|    | Nr. 15 (Karte) | ehem. Schule |              |      |

### Schlagtow
| ID | Lage | Bezeichnung                | Beschreibung | Bild |
| -- | ---- | -------------------------- | ------------ | ---- |
|    |      | Gipsmedaillons im Gutshaus |              |      |

### Schlagtow-Meierei
| ID | Lage                  | Bezeichnung | Beschreibung | Bild |
| -- | --------------------- | ----------- | ------------ | ---- |
|    | Pappelweg 1–3 und 5–8 | Siedlung    |              |      |

### Strellin
| ID       | Lage            | Bezeichnung                                               | Beschreibung | Bild           |
| -------- | --------------- | --------------------------------------------------------- | --- | -------------- |
| Wikidata | Gutshof (Karte) | Hofanlage mit Ställen, Scheunen und Schmiede – Kirchengut | Gutshaus - Putzbau von 1876, Scheune (jetzt Kuhstall mit Remise), Pferde- und Kuhstall, Schafstall, Schweinestall – alle Wirtschaftsgebäude aus Feldstein mit Backsteinelementen, Schmiede mit Stellmacherei-Vorlaube, Gebäude verputzt, jetzt Wohnhaus. Alle Gutsgebäude (außer Technikhalle) in Nutzung und Zustand vom 19. Jahrhundert. Komplette Gutsanlage – eine der wenigen in Vorpommern. | Weitere Bilder |

## Quelle
- Bericht über die Erstellung der Denkmallisten sowie über die Verwaltungspraxis bei der Benachrichtigung der Eigentümer und Gemeinden sowie über die Handhabung von Änderungswünschen (Stand: Juni 1997; PDF, 934 kB)